# Шуновер, Фрэнк
Фрэнк Эрл Шуновер (англ. Frank Earle Schoonover; 19 августа 1877—1972) — американский художник-иллюстратор.

## Биография

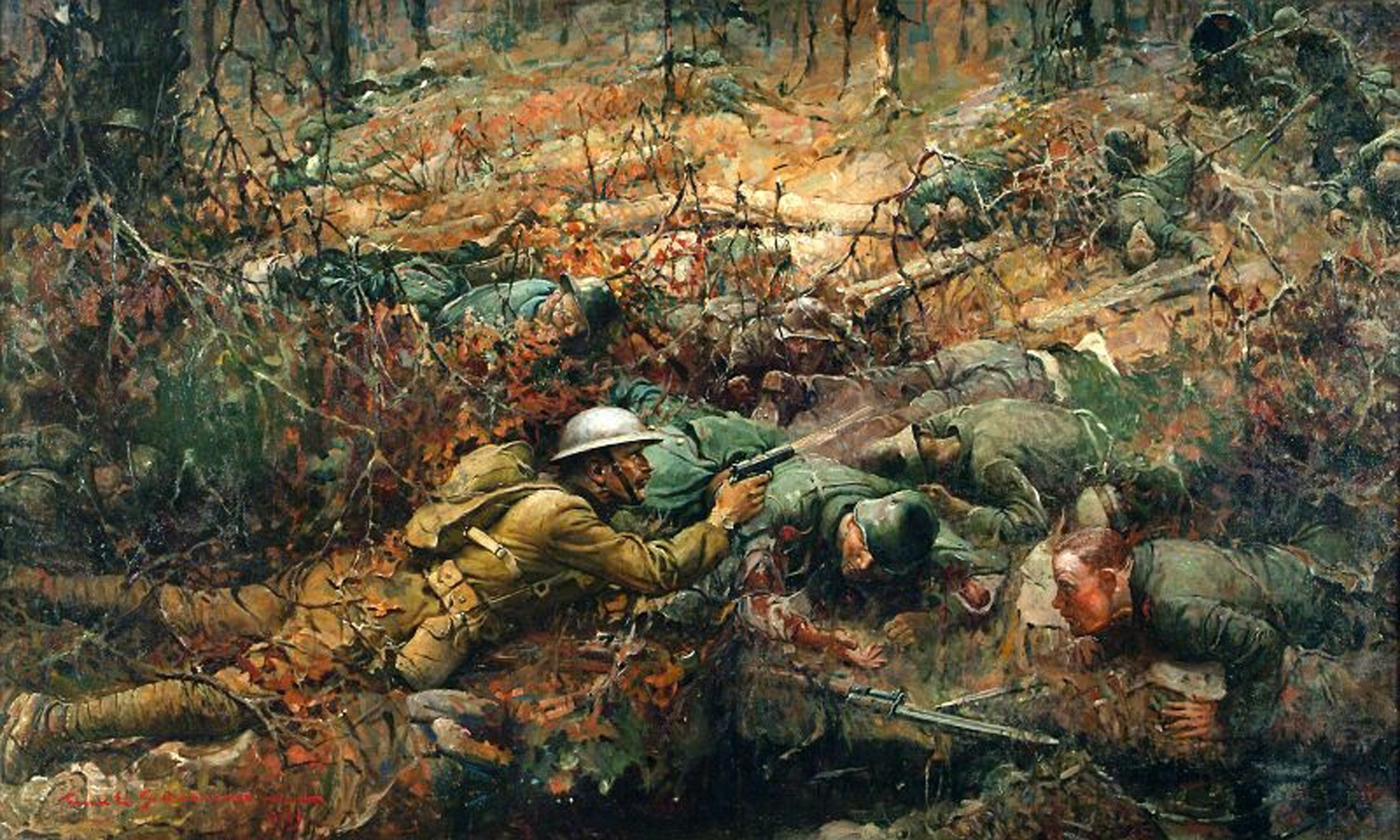
Батальная сцена, на которой изображён Элвин Йорк

Фрэнк Шуновер родился в Оксфорде, штат Нью-Джерси. Он учился у Говарда Пайла в Дрексельском Институте Искусств, Науки и Индустрии (теперь Дрексельский Университет). Пайл отметил его талант к иллюстрации и предложил стипендию на обучение в его летней школе (всего в ней обучалось 10 студентов). В 1900 году Шуновер вслед за Пайлом уехал в Уилмингтон (штат Делавэр), где продолжил учиться у него.
Шуновер стал автором множества обложек и иллюстраций для книг и журналов XX века во времена так называемого «Золотого века иллюстрации», среди них сборник рассказов о Хопалонге Кэссиди, «Принцесса Марса» Эдгара Райса Берроуза, сказки Андерсена и Братьев Гримм и другое. В 1918-19 вместе с Гейлом Портером Хоскинсом создал серию картин, посвящённую американским солдатам, участникам Первой мировой войны. Известность В 2011 году картина с изображением героя войны Элвина Йорка, которая благодаря филантропу Аллану Джонсу вернулась в День ветеранов на родину солдата.
Фрэнк Шуновер помог создать центр искусств, ставший в настоящее время Художественным музеем Делавэра, он был председателем комиссии по сбору пожертвований и отвечал за приобретение работ Говарда Пайла. В последние годы жизни Шуновер занимался реставрацией картин, а в живописи переключился в основном на пейзажи. Также создал небольшую школу искусств в своей мастерской (здание занесено в Национальный реестр исторических мест США).
Художник умер в 1972 году возрасте 95 лет, оставив после себя несколько тысяч иллюстраций.